# Zisis Vryzas
Zisis Vryzas (Kavala, Grecia, 9 de noviembre de 1973) es un exfutbolista griego que jugaba de delantero. Formó parte de la selección de fútbol de Grecia que ganó la Eurocopa 2004.

## Trayectoria
| Club             | País   | Año         |
| ---------------- | ------ | ----------- |
| Skoda Xanthi     | Grecia | 1991 - 1996 |
| PAOK Salónica FC | Grecia | 1996 - 2000 |
| AC Perugia       | Italia | 2000 - 2003 |
| ACF Fiorentina   | Italia | 2003 - 2005 |
| RC Celta de Vigo | España | 2004 - 2005 |
| Torino FC        | Italia | 2005 - 2006 |
| Skoda Xanthi     | Grecia | 2006 - 2007 |
| PAOK Salónica FC | Grecia | 2007 - 2008 |

## Palmarés
Selección de fútbol de Grecia
- Eurocopa 2004

Torino FC
- Copa Intertoto 2003-2004